# Noïabrsk
Noïabrsk (en russe : Ноябрьск) est une ville du district autonome de Iamalo-Nenetsie (oblast de Tioumen), en Russie. Sa population s'élevait à 101 235 habitants en 2023.

## Géographie
Noïabrsk se trouve dans la plaine de Sibérie occidentale, à 328 km au sud de Novy Ourengoï, à 560 km au sud-est de Salekhard, à 866 km au nord-est de Tioumen et à 2 254 km au nord-est de Moscou. 
La géographe Yvette Vaguet s'est appuyée sur l'exemple de Noïabrsk pour démontrer que la notion de nord est relative.

## Histoire
Noïabrsk est fondée en 1976 et accède au statut de ville le 28 avril 1982. Ville pionnière née de l'extraction du pétrole (1975) puis du gaz (1977), elle prend son essor après l'arrivée du chemin de fer (pose du dernier rail en 1978). De 1981 à 1986, 15 000 personnes arrivent dans la ville chaque année.

## Population
Recensements ou estimations de la population
| 1982   | 1989*  | 2002*  | 2006    | 2010*   | 2012    | 2013    |
| ------ | ------ | ------ | ------- | ------- | ------- | ------- |
| 25 500 | 85 880 | 96 440 | 108 500 | 110 620 | 109 236 | 108 087 |

| 2014    | 2015    | 2016    | 2017    | 2018    | 2019    | 2020    |
| ------- | ------- | ------- | ------- | ------- | ------- | ------- |
| 107 447 | 107 129 | 106 631 | 106 879 | 106 930 | 106 135 | 106 911 |

## Transports
Noïabrsk est desservie par la ligne de chemin de fer Tioumen - Novy Ourengoï.
La ville possède également un aéroport, l'Aéroport de Noïabrsk (en)

## Jumelage
- Korosten (Ukraine) depuis 1999